# Łoszkari
Łoszkari (ros. Лошкари) – wieś (dieriewnia) w Rosji, w obwodzie kirowskim, w rejonie sowieckim. W 2010 liczyła 369 mieszkańców.